# ديلان جورج
ديلان جورج (بالهولندية: Dylan George)‏ (27 يونيو 1998 ببيفيرفايك في هولندا - ) هو لاعب كرة قدم هولندي في مركز مهاجم ‏.

## روابط خارجية
- ديلان جورج على موقع قاعدة بيانات كرة القدم.إي يو (الإنجليزية)
- ديلان جورج على موقع Soccerway.com (الإنجليزية)
- ديلان جورج على موقع عالم كرة القدم.نت (الإنجليزية)